# Ла-Ферте-Але (кантон)
Ла-Ферте́-Але́ (фр. La Ferté-Alais) — кантон у Франції, в департаменті Ессонн регіону Іль-де-Франс.

## Склад кантону
Кантон включає в себе 12 муніципалітетів:
| Муніципалітет        | Площа | Населення, осіб | Рік  |
| -------------------- | ----- | --------------- | ---- |
| Больн                | 8,17  | 1364            | 2007 |
| Буассі-ле-Кютте      | 4,58  | 1308            | 2007 |
| Бутіньї-сюр-Ессонн   | 16,20 | 3085            | 2007 |
| Вер-сюр-Ессонн       | 8,46  | 900             | 2007 |
| Відель               | 8,70  | 644             | 2007 |
| Гіньєвіль-сюр-Ессонн | 9,19  | 975             | 2007 |
| Д'Юїзон-Лонгвіль     | 10,04 | 1327            | 2007 |
| Іттвіль              | 12,20 | 6325            | 2007 |
| Ла-Ферте-Але         | 4,55  | 4015            | 2007 |
| Мондвіль             | 6,70  | 667             | 2007 |
| Орво                 | 4,30  | 205             | 2007 |
| Серні                | 17,13 | 3225            | 2007 |

## Консули кантону
| Період    | Консул           | Посада                  |
| --------- | ---------------- | ----------------------- |
| 1985—1992 | Michel Conte     |                         |
| 1992—2001 | Philippe Royé    |                         |
| 2001—2010 | Guy Gauthier     | Мер муніципалітету Орво |
| 2010—2014 | Caroline Parâtre |                         |

| Франція | Це незавершена стаття з географії Франції. Ви можете допомогти проєкту, виправивши або дописавши її. |